# オークランド美術館
オークランド美術館（Auckland Art Gallery、マオリ語表記、トイ・オ・タマキ Toi o Tamaki）はニュージーランドのオークランドにある美術館である。オークランドの中心部のアルバート公園(Albert Park)にある。ニュージーランドで最大の収蔵作品数の美術館である。

## 概要
1888年にニュージーランドの総督を務めたジョージ・グレイ卿(Sir George Grey: 1812–1898)の寄付によって美術館と公共図書館の複合施設として設立された。現在は美術館だけに使用されている。建物はメルボルンの建築家、ジョン・ハリー・グレインジャー(John Harry Grainger)とチャールズ・デブロ(Charles D'Ebro)の設計でレンガと漆喰造りの建物として建設されたが、その後多くの構造上の変更が加えられた。美術館のコレクションが急速に増加した結果、追加の展示スペースの増設が必要となり、1995年に拡張さ工事が行われ、別棟、「ニューギャラリー」が開設され、現代作品が展示されるようになった。2007年にも改修工事が行われ展示スペースが拡張された。
美術館のコレクションはニュージーランドで成功した投資家のJames Tannock Mackelvie (1824–1885)やニューヨークの美術品収集家、ジョシー ロバートソンらの寄贈や遺贈した基金によって充実した。コリン・マッカホン、マーティ・フリードランダー、フランシス・ホジキンス、ゴットフリード・リンダウアーといったニュージーランド生まれの画家や、ヨーロッパ出身でニュージーランドで活動した芸術家やイギリス人芸術家などの作品が収蔵されている。画家自身から寄贈された作品もある。

## ギャラリー

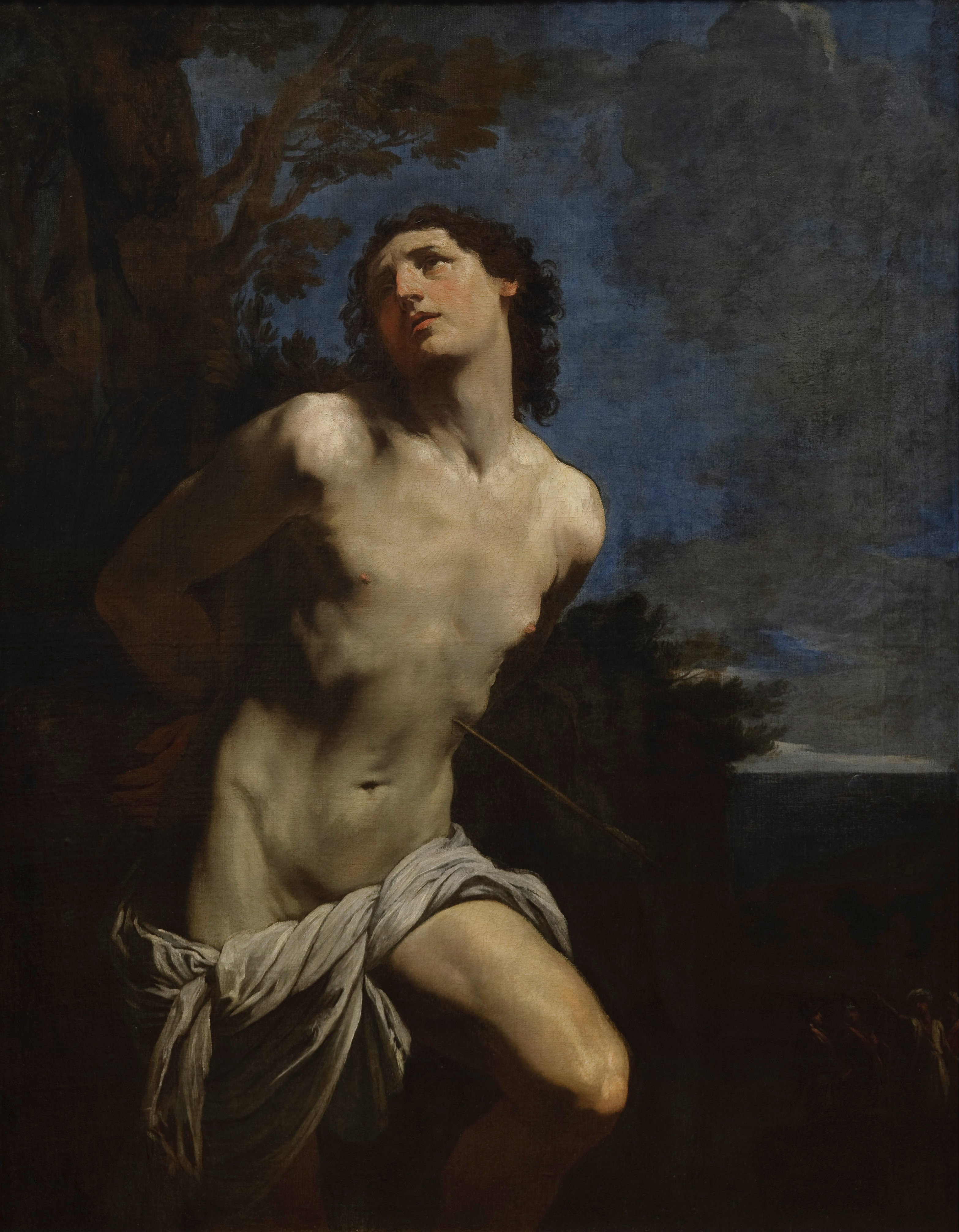
グイド・レーニ 「聖セバスティアヌス」(c.1625)
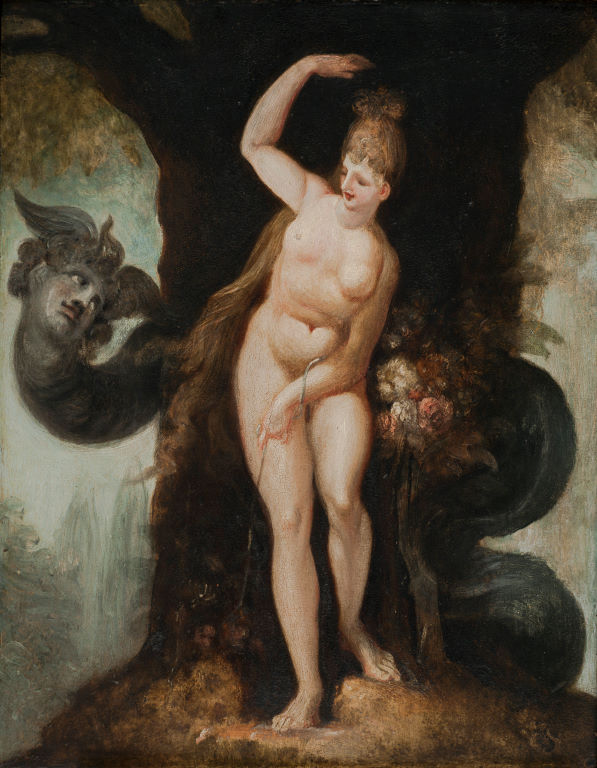
ヨハン・ハインリヒ・フュースリー イブを誘惑する蛇 (1802)
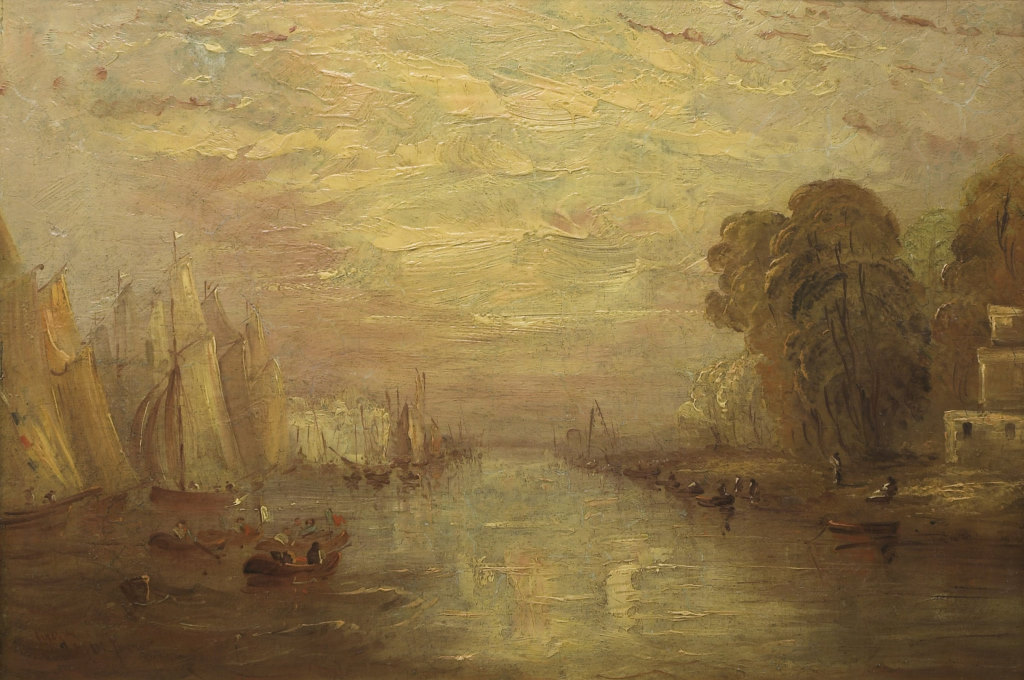
J.M.W.ターナー カウズのヨットレース
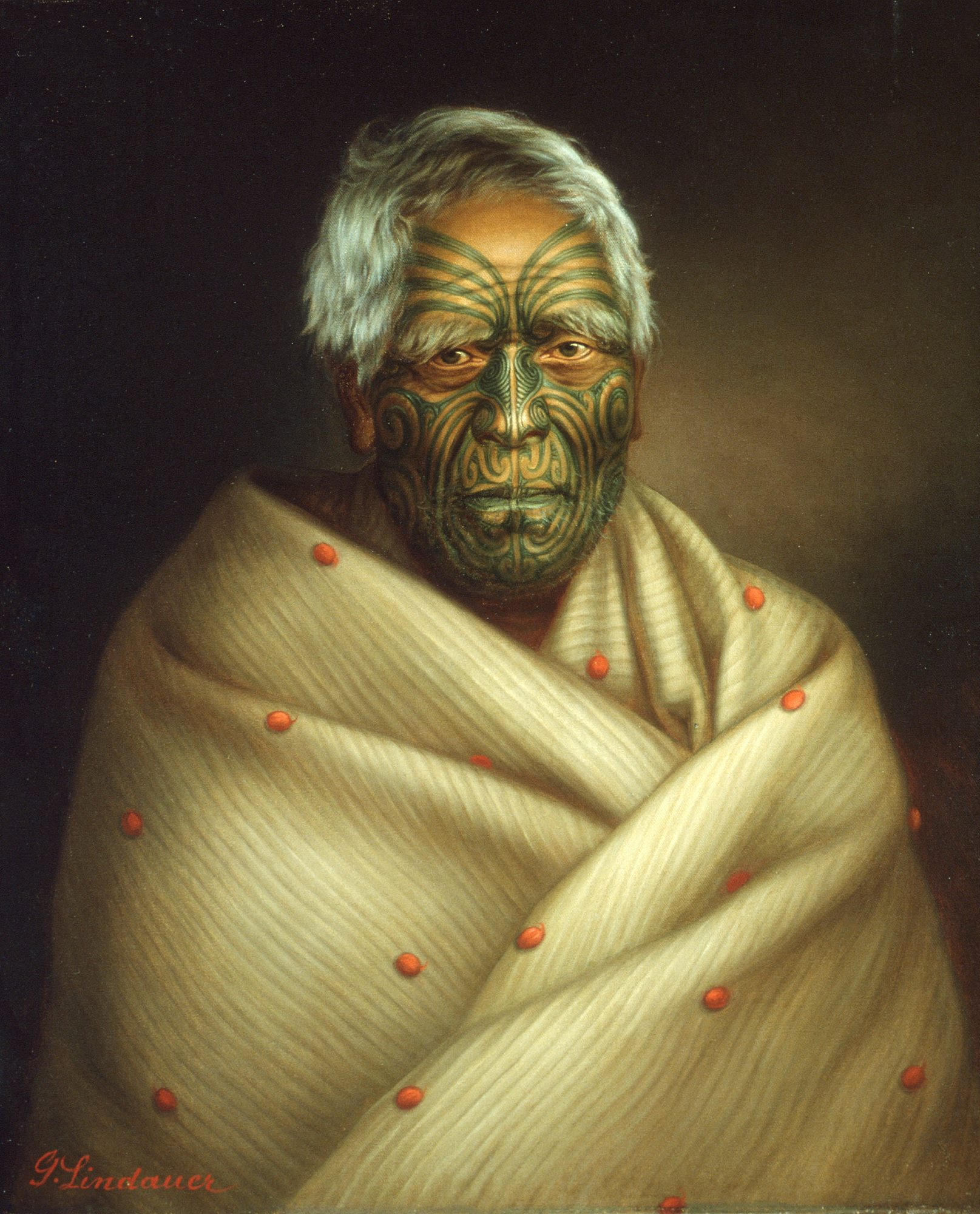
ゴットフリード・リンダウアー Paratene Te Manu
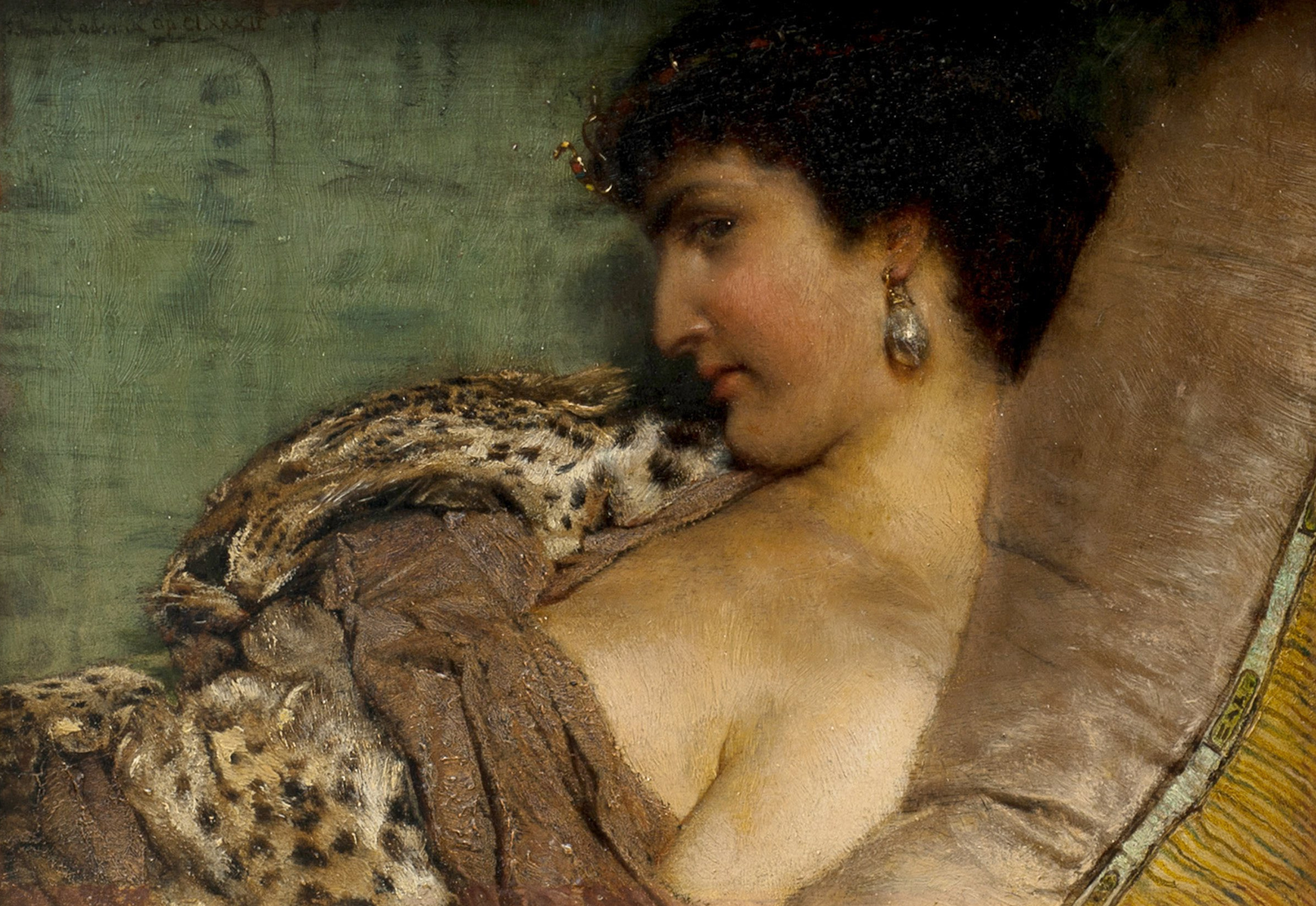
ローレンス・アルマ＝タデマ クレオパトラ (1877)
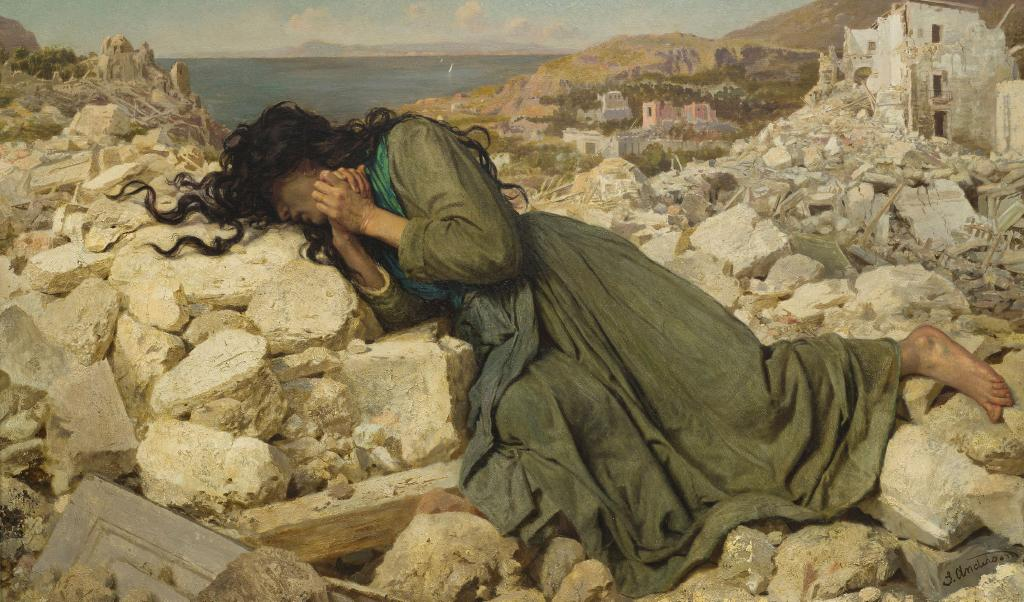
ソフィー・アンダーソン 地震の後 (1884)
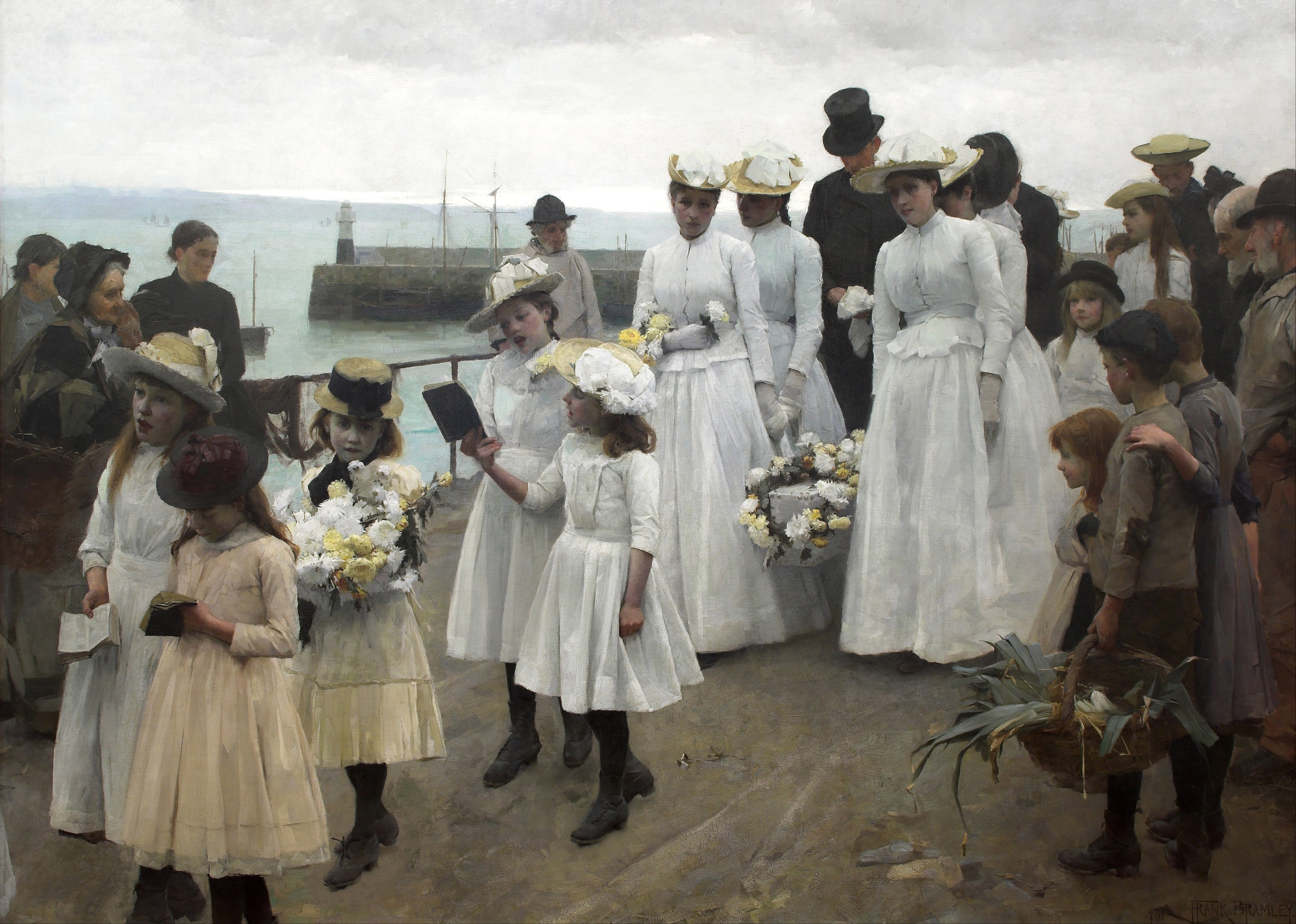
フランク・ブラムリー For of Such is the Kingdom of Heaven (1891)
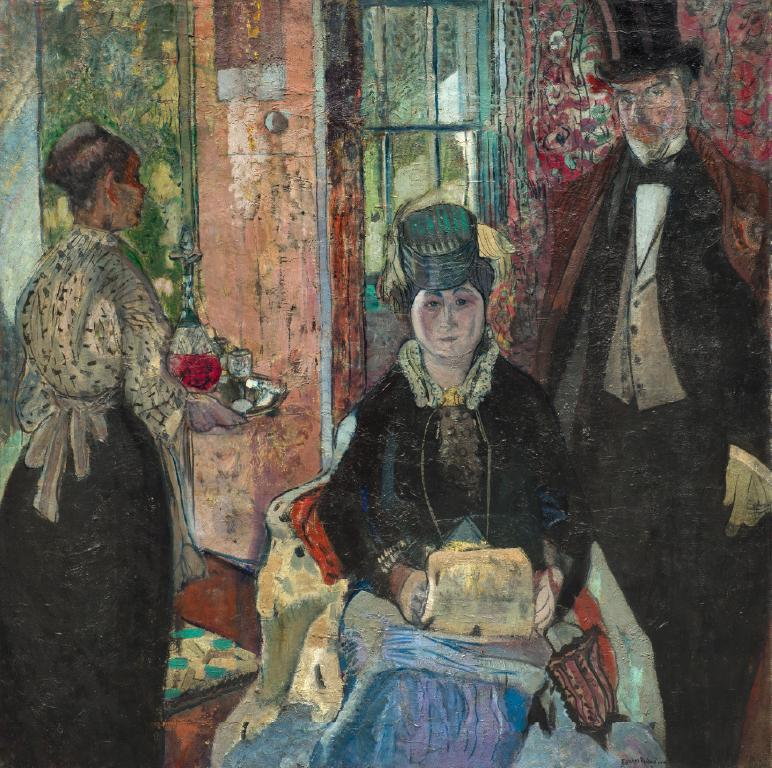
フランシス・ホジキンス エドワード朝時代の人々(c.1918)
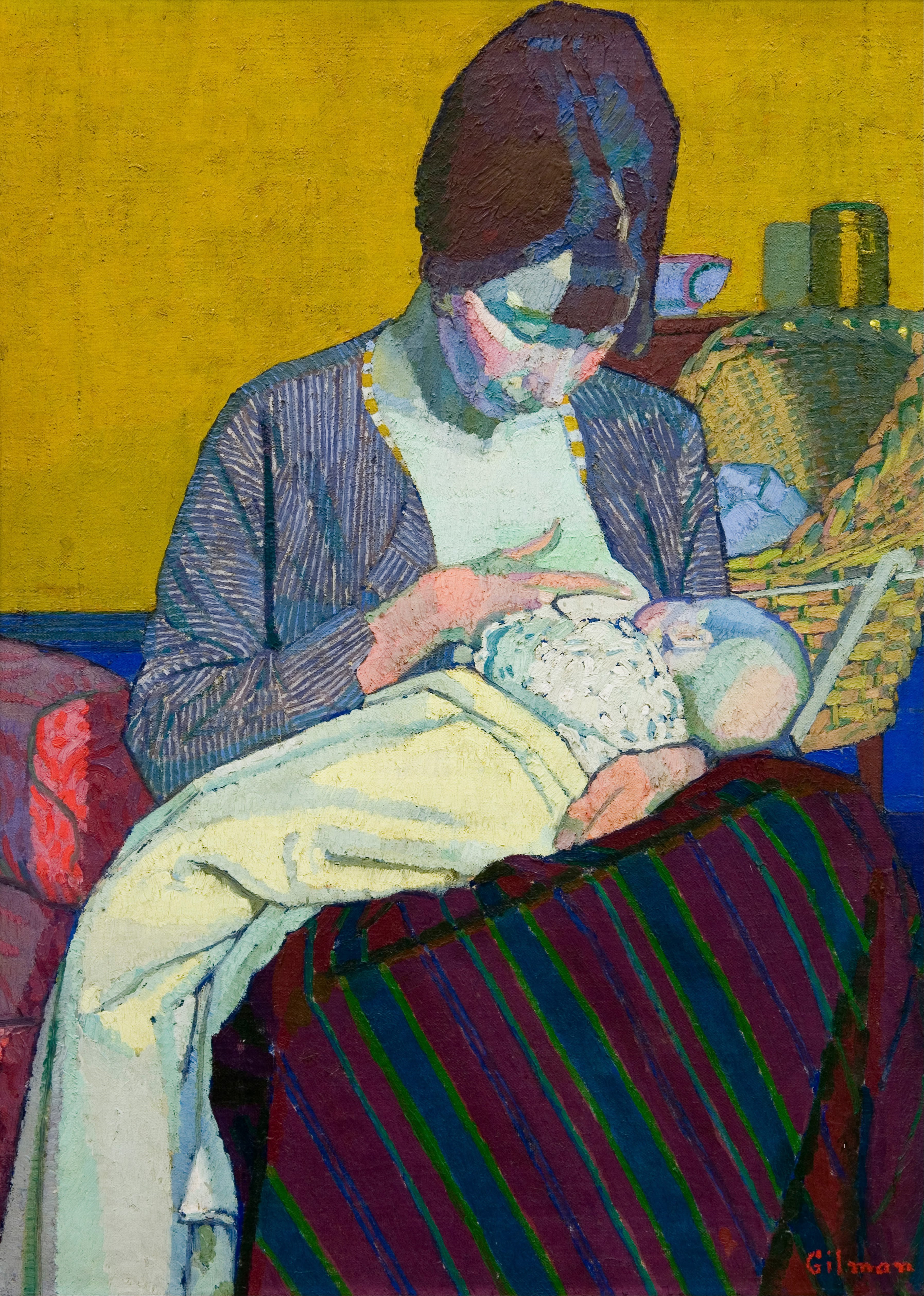
ハロルド・ギルマン 母親と子供 (1918)
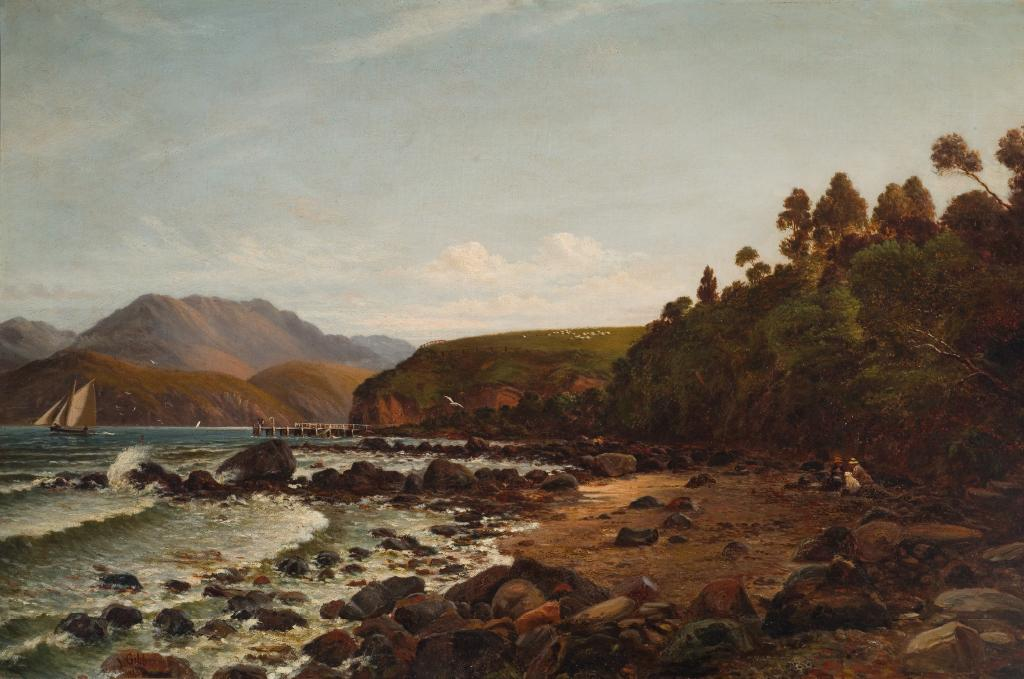
ジョン・ギブ ガバナーズ湾の引き潮 (1883)
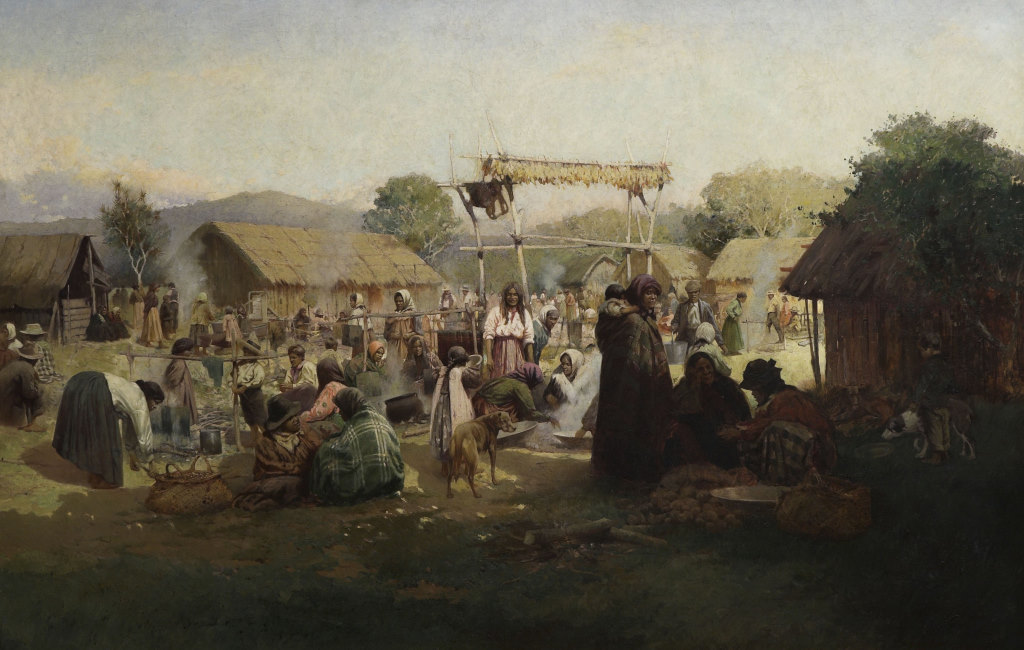
ウォルター・ライト 先住民の集会　(1912)
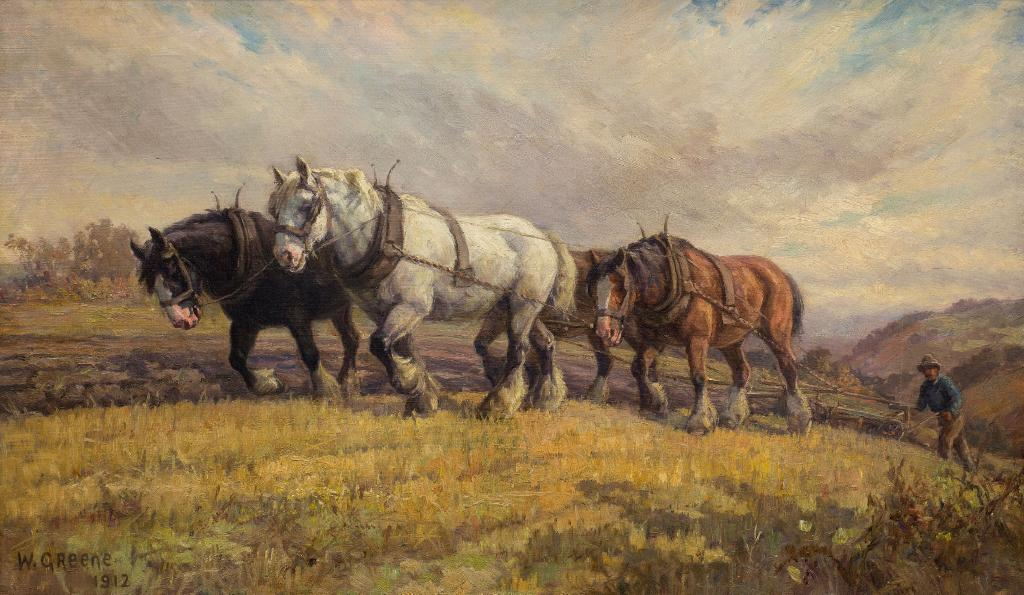
ウィリアム・グリーン 丘の頂上
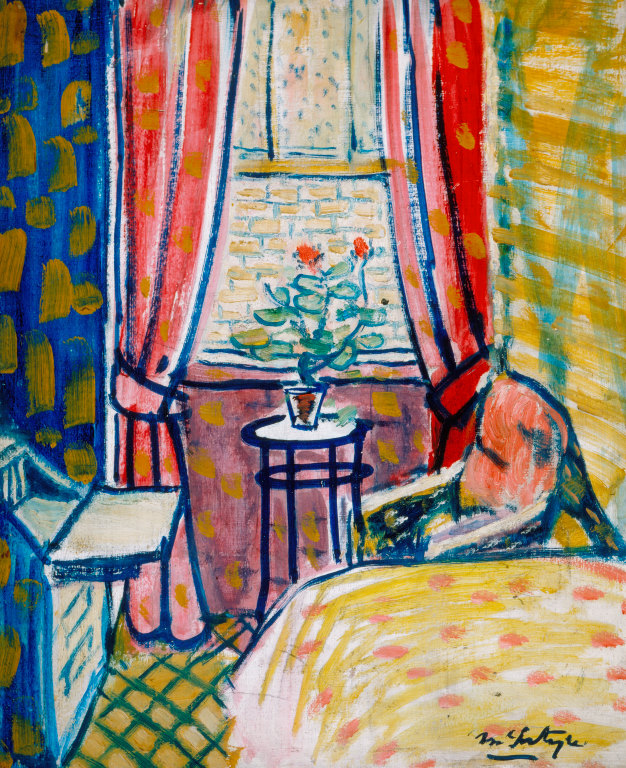
レイモンド・マッキンタイア 室内 (c.1919)